# Sandvoll
Sandvoll ist eine Ortschaft in der norwegischen Kommune Nordre Follo, gelegen in der Provinz (Fylke) Akershus. Der Ort hat 285 Einwohner (Stand: 1. Januar 2024).

## Geografie
Sandvoll ist ein sogenannter Tettsted, also eine Ansiedlung, die für statistische Zwecke als eine städtische Siedlung gezählt wird. Der Ort liegt im Nordosten der Stadt Ski und im Südosten Oslos in der ehemaligen Provinz Akershus. In der Nähe von Sandvoll befindet sich der See Langen.
Die Ortschaft gehörte bis Ende 2019 der damaligen Gemeinde Ski an, die im Rahmen der landesweiten Kommunalreform zum 1. Januar 2020 in die Kommune Nordre Follo überging.